# Igreja de Urtkva

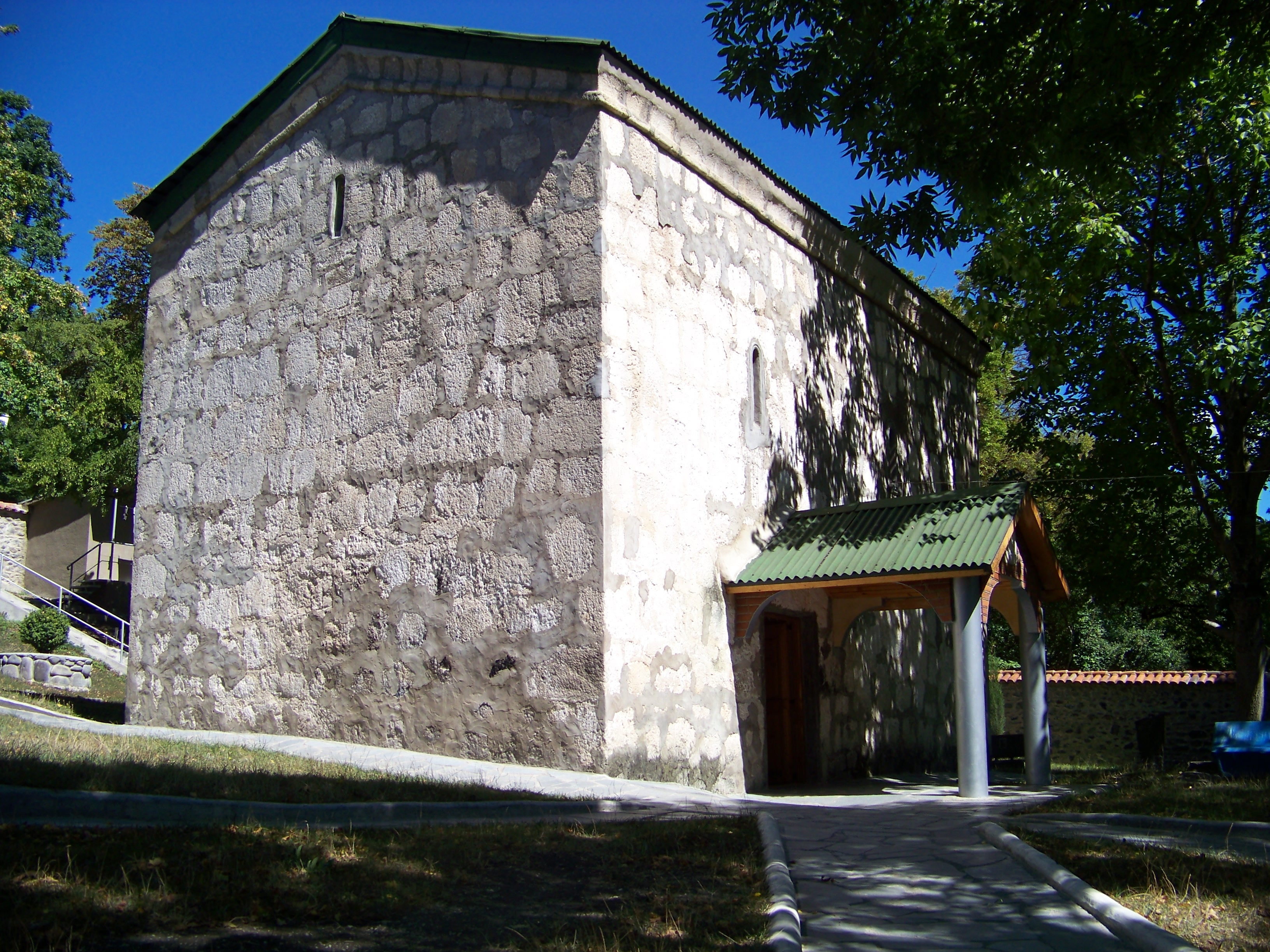
Igreja de São Jorge de Urtkva

A igreja de São Jorge de Urtkva (em georgiano:  ურთხვის წმინდა გიორგის ეკლესია) é uma igreja ortodoxa localizada no município de Jashuri, ao norte da cidade de Urtkhva, na Geórgia, perto do cemitério da vila. É considerada um monumento cultural da Geórgia.

## Arquitetura
É uma igreja-salão, 11,5X6,6 m, construída com pedras calcárias de diferentes tamanhos. Tem duas entradas do norte e do sul. A abside é um círculo incompleto, em cujo eixo há uma janela. Há também duas janelas na parede norte e uma janela na parede oeste. 
Dois metros ao sul da igreja, havia uma torre sineira de 3,5X3,5 m. A torre é datada do início da era feudal e foi construída com pedras e tijolos. A construção foi seriamente danificada porque a cúpula entrou em colapso e apenas os pilares e arcos construídos sobre esses pilares foram mantidos. Do norte e leste da torre, havia cercas construídas com pedaços de pedras.
Em 2006, a Igreja de São Jorge de Urtkva foi designada como Monumento cultural de importância nacional da Geórgia.